# Општина Летеа Веке (Бакау)
Летеа Веке (рум. Letea Veche) општина је у Румунији у округу Бакау.
Oпштина се налази на надморској висини од 151 m.